# Муд
Муд (нем. Mud) — река в Германии, протекает по земле Баден-Вюртемберг и Бавария. Левый приток Майна. Речной индекс 2472. Площадь бассейна реки составляет 408,63 км². Длина реки 25,14 (из них в Баварии 17,28) км. Высота устья 125 м.
Муд берёт начало в земле Баден-Вюртемберг, в окрестностях Мудау. Через 8 км пересекает границу с Баварией, далее протекает по Нижней Франконии и впадает в Майн в Мильтенберге.